# Tael
De tael is een voormalige Chinese munteenheid die ongeveer 40 gram zilver waard was. Oorspronkelijk was de tael een gewichtseenheid voor zilver, die sterke plaatselijke verschillen vertoonde. In verscheidene landen in Zuidoost-Azië wordt de tael nog als gewichtseenheid gebruikt. In China is de tael in 1959 gestandaardiseerd op precies 50 g. In Hongkong en Macau is de tael 37,42900 g, in Singapore en in Maleisië 37,799366256 g, in Vietnam 37,5 g en in Taiwan 37,499995313 g.

## Etymologie
Het woord 'tael' is via het Portugees afgeleid van het Maleise 'tahil' voor 'gewicht'.

## Geschiedenis
De verwarring in de literatuur over Chinese valuta was zo groot dat de Duitse auteur Justus Scheibert aan het begin van de 20e eeuw zich genoodzaakt zag daarover te schrijven. In zijn boek: De oorlog in China 1900-1901, Berlijn 1909, schrijft hij:
„De tael is niets anders dan een 'begrip', en een variërend begrip; in elke provincie, ja bijna in elke stad, wordt de waarde ervan anders berekend, en bovendien is deze laatste in de internationale handel ook afhankelijk van de geldende zilverprijs.
De Chinese kooplieden daarentegen hebben nog steeds de oude methode van betalen waarmee Abraham al onderhandelde met Hefron toen hij Sara's graf kocht (1 Mozes 23:16): ze wegen hun geld. Er zijn geen geslagen of gegoten zilverstukken in het binnenland, maar de kooplieden hebben staven zilver bij zich, elk iets meer dan een kilo wegend, en knippen dan met een grote schaar zoveel af als de rekening bedraagt. Deze stukjes worden verzameld in kleine zakjes, en als er een voldoende hoeveelheid is, worden ze naar de wisselaar gebracht en weer omgesmolten tot staven.
Elke koopman heeft daarom een weegschaal, die in een glazen kastje wordt bewaard, waarop meestal de woorden staan geschreven: Waag, heb het druk, weeg dagelijks goederen met een waarde van vele duizenden taels.
De Chinese kooplieden werden zo bedreven in het afsnijden van de zilverstaven dat er bij het wegen nauwelijks een stuk afgesneden of toegevoegd hoefde te worden. Boze tongen beweren echter dat de Chinese wisselaar nog handiger was in het hanteren van de weegschaal  dan in het gebruik van de schaar, en dat het altijd een klein verschil maakte of hij kocht of verkocht.
In ieder geval behoren de geldwisselaars altijd tot de rijkste mensen van de stad; maar het is veel beter ze dit oneigenlijke extra voordeel te gunnen, dan in de handen te vallen van sluwe schurken, die het zilver vermengen met inferieur metaal of, aangezien een geoefend oog het bedrog gemakkelijk kan zien, in het midden van de staaf een stuk ijzer verbergen.”